# Чэнь Кайгэ
Чэнь Кайгэ (кит. упр. 陈凯歌, пиньинь Chén Kǎigē, Уэйд-Джайлз Chen Kai-Ko; род. 12 августа 1952 года, Пекин, КНР) — китайский кинорежиссёр, неоднократный лауреат международных кинопремий. Представитель так называемого «пятого поколения» китайских кинематографистов.

## Биография
Чэнь Кайгэ родился в Пекине в семье режиссёра и киноактрисы, происходящей из уезда Чанлэ провинции Фуцзянь. В годы Культурной революции Чэнь примкнул к хунвэйбинам. После окончания Культурной революции в 1978 году поступил в Пекинскую киноакадемию, где учился вместе с Чжан Имоу, и закончил её в 1982 году. В 1987 году он был удостоен стипендии  Азиатского комитета по культуре и направлен на двухгодичную стажировку в Нью-Йоркский университет. 
Дебютным полнометражным фильмом Чэня стала «Жёлтая земля» (1984). Этой лентой молодой режиссёр сразу привлёк к себе внимание: «Жёлтая земля» была включена в конкурс фестиваля в Локарно и удостоена там приза «Серебряный леопард». В 1988 году Чэнь впервые был приглашён на Каннский кинофестиваль, но подлинный международный успех принесла ему картина «Прощай, моя наложница» (1993), собравшая большое количество наград, включая «Золотую пальмовую ветвь» и премию BAFTA.
После успеха «Прощай, моя наложница» Чэнь в 1990-е поставил ещё два исторических фильма. В 2002 году вышел его первый (и на настоящий момент единственный) англоязычный фильм «Убей меня нежно». Лента «Клятва» (2005) обозначила переход режиссёра к новому стилю, значительно отличающемуся от предыдущих его работ.

### Личная жизнь
Первой женой Чэня стала Сунь Цзялинь (孙加林), с которой он познакомился во время работы на Пекинской кинофабрике в 1975-1978 годах; они поженились в 1983 году. Позже он женился на Хун Хуан, дочери Чжан Ханьчжи, дипломата, работавшего переводчиком с английского у Мао Цзэдуна. Она окончила Вассарский колледж в Нью-Йорке и в настоящее время является генеральным директором компании China Interactive Media Group. В начале 1990-х годов, после их развода, Чэнь жил с телеведущей Ни Пин. В 1996 году Чэнь женился на актрисе Чэнь Хун. В браке родился сын Чэнь Фэюй (Артур Чэнь), ставший актёром.
Режиссёр свободно владеет английским языком.

## Фильмография

### Режиссёр
| Год  |   | Название                          | Примечание                                    |
| ---- | - | --------------------------------- | --------------------------------------------- |
| 1984 | ф | Жёлтая земля                      | Режиссёр                                      |
| 1984 | с | 强行起飞                          | Режиссёр                                      |
| 1986 | ф | Большой парад                     | Режиссёр, сценарист                           |
| 1987 | ф | Царь детей                        | Режиссёр                                      |
| 1991 | ф | Жизнь на струне                   | Режиссёр, сценарист                           |
| 1993 | ф | Прощай, моя наложница             | Режиссёр                                      |
| 1996 | ф | Луна-соблазнительница             | Режиссёр, сценарист                           |
| 1998 | ф | Император и убийца                | Режиссёр, сценарист, продюсер                 |
| 2001 | с | 蝶舞天涯                          | Режиссёр                                      |
| 2002 | ф | Убей меня нежно                   | Режиссёр                                      |
| 2002 | ф | На десять минут старше: Труба     | Режиссёр эпизода «Сто цветков скрыты глубоко» |
| 2002 | ф | Вместе                            | Режиссёр, сценарист, продюсер                 |
| 2005 | ф | Клятва                            | Режиссёр, сценарист, продюсер                 |
| 2007 | ф | У каждого своё кино               | Режиссёр эпизода «Деревня Чжусин»             |
| 2008 | ф | Мэй Ланьфан                       | Режиссёр                                      |
| 2010 | ф | Сирота из рода Чжао               | Режиссёр                                      |
| 2012 | ф | Пойманные в сеть                  | Режиссёр                                      |
| 2015 | ф | И сошел монах с гор               | Режиссёр                                      |
| 2017 | ф | Легенда о коте-демоне             | Режиссёр                                      |
| 2019 | ф | Я и моя страна                    | Режиссёр эпизода «Путеводная звезда»          |
| 2021 | ф | Битва при Чосинском водохранилище | Режиссёр                                      |

### Актёр
| Год  |   | Русское название                   | Оригинальное название | Роль                         |
| ---- | - | ---------------------------------- | --------------------- | ---------------------------- |
| 1987 | ф | Последний император                | The Last Emperor      | начальник дворцовой охраны   |
| 1999 | ф | Император и убийца                 | 荊柯刺秦王            | Люй Бувэй / 吕不韦           |
| 2001 | с | Глава большого дома                | 大宅门                | чиновник в управе / 府衙差官 |
| 2002 | ф | Вместе                             | 和你在一起            | профессор Юй / 余教授        |
| 2009 | ф | Великое дело основания государства | 建国大业              | Фэн Юйсян / 冯玉祥           |

### Режиссёр видеоклипов
1989 год
1. Duran Duran — «Do You Believe in Shame?»

## Награды
| Награда                          | Год  | Категория                                           | Фильм                 |
| -------------------------------- | ---- | --------------------------------------------------- | --------------------- |
| Кинофестиваль в Локарно          | 1985 | Серебряный леопард                                  | Жёлтая земля          |
| Кинофестиваль в Локарно          | 1985 | приз экуменического жюри                            | Жёлтая земля          |
| Гавайский кинофестиваль          | 1985 | приз за лучший фильм                                | Жёлтая земля          |
| Монреальский кинофестиваль       | 1987 | приз жюри                                           | Большой парад         |
| Фестиваль молодого кино в Турине | 1987 | приз города Турина                                  | Большой парад         |
| Стамбульский кинофестиваль       | 1992 | Золотой тюльпан                                     | Жизнь на струне       |
| Каннский кинофестиваль           | 1993 | Золотая пальмовая ветвь                             | Прощай, моя наложница |
| Каннский кинофестиваль           | 1993 | Приз ФИПРЕССИ                                       | Прощай, моя наложница |
| премия BAFTA                     | 1994 | за лучший неанглоязычный фильм                      | Прощай, моя наложница |
| премия Майнити                   | 1995 | за лучший фильм на иностранном языке                | Прощай, моя наложница |
| Сан-Себастьянский кинофестиваль  | 2002 | Серебряная раковина лучшему режиссёру               | Вместе                |
| Кинофестиваль во Флориде         | 2003 | приз зрительских симпатий в международной программе | Вместе                |
| Кинофестиваль в Салониках        | 2006 | почётный «Золотой Александр»                        |                       |
| Фестиваль «Fantasporto»          | 2007 | специальный приз жюри                               | Клятва                |